# Кашито
Кашито (порт. Caxito) — місто в Анголі, столиця провінції Бенго. Через нього проходить північна лінія ангольської залізниці. Висота над рівнем моря 84 метри. Населення на 2010 рік — 12 055 осіб.